# Liliana Segre
Liliana Segre (nacida el 10 de septiembre de 1930 en Milán) es una senadora vitalicia italiana nombrada por el presidente Sergio Mattarella el 19 de enero de 2018.
Nacida en una familia judía en 1930, Segre fue expulsada de su escuela en su juventud tras la promulgación de las Leyes Raciales italianas en 1938. En 1943  fue arrestada junto a muchos de sus familiares y deportada al campo de Birkenau. En 1990 comenzó a hablar en público sobre su experiencia, especialmente a los jóvenes.

## Biografía

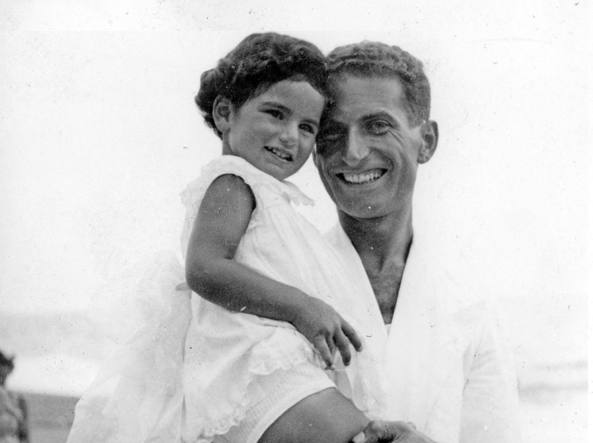
Liliana Segre y su padre Alberto.

Nacida en Milán en una familia judía, Liliana Segre vivió con su padre Alberto y sus abuelos paternos Giuseppe Segre y Olga Loevvy. Su madre, Lucia Foligno, murió cuándo Liliana o había cumplido un año. Su familia no era practicante por lo que la conciencia de que era judía solo le llegó a Liliana tras el drama de las Leyes Raciales italianas de 1938, por las cuales fue expulsada del colegio.
Tras la intensificación de la persecución de los judíos italianos, su padre la escondió en casa de unos amigos utilizando documentos falsos. El 10 de diciembre de 1943, con trece años de edad, Liliana Segre intentó huir a Suiza  junto con su padre y dos primos, pero los cuatro fueron rechazados por las autoridades suizas. Al día siguiente, fue arrestada por fascistas en Selvetta di Viggiù, Varese. Después de seis días en prisión en Varese, fue transferida a Como y finalmente a Milán, donde estuvo detenida por 40 días.
El 30 de enero de 1944 Liliana Segre fue deportada desde la plataforma 21 de la Estación Central de Milán al campo de concentración de Auschwitz, a donde  llegó siete días más tarde. Liliana fue inmediatamente separada de su padre Alberto, a quien no volvió a ver y que moriría al día siguiente, el 27 de abril de 1944. El 18 de mayo de 1944 sus abuelos paternos fueron arrestados en Inverigo, en la Provincia de Como, y deportados después de unas cuantas semanas a Auschwitz, donde también fueron asesinados a su llegada el 30 de junio.
Durante la selección, Liliana Segre fue tatuada con el número de serie 75190. Durante un año realizó trabajos forzados en la fábrica de munición de la Unión, la cual pertenecía a Siemens. Durante su encarcelamiento,  pasó por otras tres selecciones. Al final de enero de 1945, tras la evacuación del campo,  afrontó la marcha de la muerte hacia Alemania.
Liliana Segre fue liberada por el Ejército Rojo el 1 de mayo de 1945 del campo de concentración de Melchow, un subcampo del campo de concentración de Ravensbrück, en Alemania. De los 776 niños italianos menores de 14 años que fueron deportados al campo de concentración de Auschwitz, sólo 35 sobrevivieron, Liliana incluida.
Tras el Holocausto Nazi, Liliana Segre se mudó a la región de las Marcas donde  vivió con sus abuelos maternos, los únicos miembros supervivientes de su familia. En 1948 Liliana conoció Alfredo Belli Paci, un católico que también había regresado de los campos de concentración nazis, a donde fue enviado por negarse a unirse a la República Social italiana: los dos se casaron en 1951 y tuvieron tres hijos.

## El testimonio del encarcelamiento

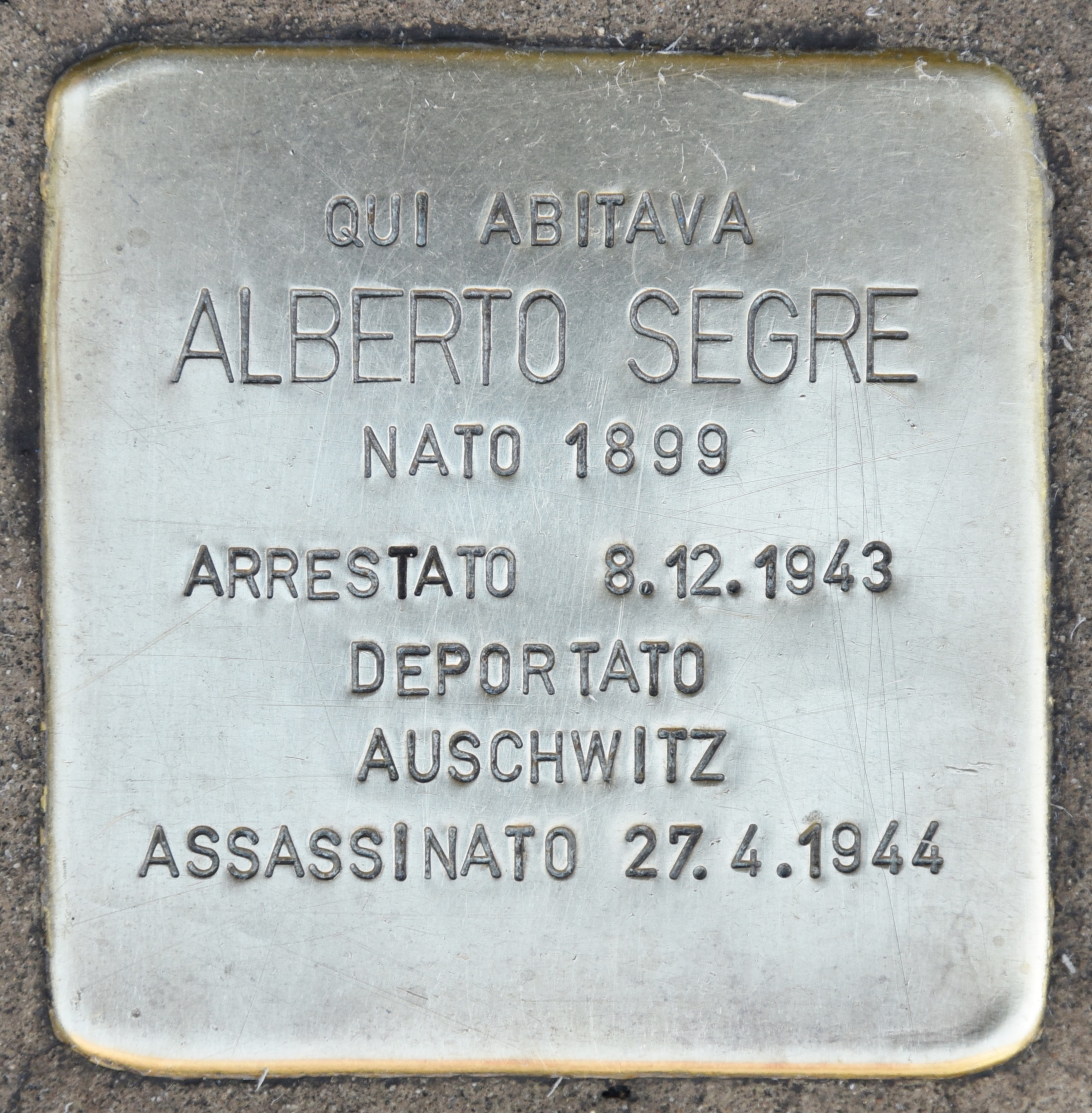
Stolperstein para Alberto Segre, padre de Liliana

Por un largo periodo, Liliana Segre no quiso hablar públicamente sobre su experiencia en los campos de concentración. Como para muchos niños de Holocausto, el regreso a casa y a una vida "normal" no fue fácil. Liliana Segre también recuerda que en aquellos años no encontró oídos dispuestos a escucharla:
Fue muy difícil para mis parientes vivir con un animal herido como yo: una niña pequeña regresada del infierno, que decía ser mansa y resignada. Pronto aprendí a guardar mis recuerdos trágicos y mi profunda tristeza para mí. Nadie me entendía, era yo quien tenía que adaptarme a un mundo que quería olvidar los dolorosos sucesos que acababan de pasar, que querían comenzar de nuevo, ansiosos de diversión y despreocupación.
Solo a comienzos de los 1990 decidió romper su silencio: desde entonces acude a conferencias y asambleas escolares para contar su historia a los jóvenes, también en representación de los millones que la compartieron con ella y no han sido capaces de comunicarla. En 1997, estuvo entre los testigos del documental Memoria, presentado en el Festival Internacional de Cine de Berlín.
En 2004  fue entrevistada, junto con Goti Herskovits Bauer y Giuliana Fiorentino Tedeschi, por Daniela Padoan en Come una rana d'inverno. Conversazioni con tre donne sopravvissute ad Auschwitz (Como una rana en invierno. Conversaciones con tres mujeres que sobrevivieron a Auschwitz). En 2005 su historia fue recontada con más detalles en un libro-entrevista de Emanuela Zuccalà, Sopravvissuta ad Auschwitz. Liliana Segre fra le ultime testimoni della Shoah (Superviviente de Auschwitz. Liliana Segre entre los últimos testigos de la Shoah).
En 2009, su voz fue incluida en el proyecto Racconti di chi è sopravvissuto (Cuentos de los que han sobrevivido), una investigación realizada entre 1995 y 2008 por Marcello Pezzetti de parte del Centro de Documentación Judía Contemporánea de Milán, la cual llevó a la recogida de testimonios de casi todos los supervivientes  italianos de campos de concentración nazis todavía vivos. En el mismo año,  participó en el documental de Moni Ovadia Binario 21 (Plataforma 21) dirigido por Felice Cappa, inspirado en el poema Dos lid funem oysgehargetn yidishn folk (La Canción del Pueblo Judío Asesinado) escrito por el poeta ruso Itzhak Katzenelson.
El 27 de noviembre de 2008, la Universidad de Trieste otorgó a Liliana Segre un título honorífico en Derecho. El 15 de diciembre de 2010 la Universidad de Verona le concedió un título honorífico en Pedagogía.

## Senadora vitalicia

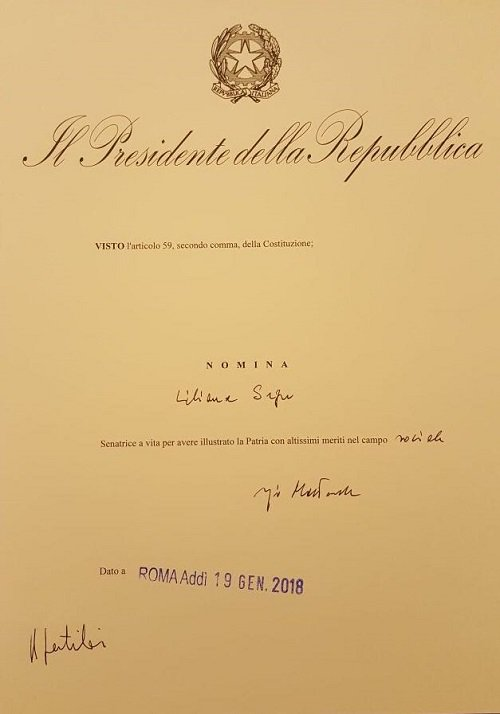
El decreto que nombra a Liliana Segre senadora de por vida firmado por el presidente de la República italiana Sergio Mattarella

El 19 de enero de 2018, año que marca el 80.º aniversario de las Leyes Raciales Italianas, el Presidente de la República italiana Sergio Mattarella, en base al artículo 59 de la Constitución italiana, nombró a Liliana como senadora de por vida por méritos muy altos en el campo social.
Liliana Segre es la cuarta mujer en recibir el puesto, tras Camilla Ravera, Rita Levi-Montalcini, y Elena Cattaneo.

## Trabajos
- Un infanzia perduta. Firenze: La Nuova Italia. 1996. ISBN 882211762X.
- Daniela Palumbo (2015). Fino a quando la mia stella brillerà. prefazione di Ferruccio De Bortoli. Piemme. ISBN 8856639491.
- Enrico Mentana (2015). La memoria rende liberi. Milano: Rizzoli. ISBN 978-88-17-07568-8. (2015).